# 明日天晴
《明日天晴》，是一部描寫雙溪連吳盆師姊及連慶忠先生的真實人生電視劇，由高慧君、伊正、林健寰、劉曉憶、楊麗音、江晨希、司馬三三、陳季霞主演，於2015年1月12日在大愛電視台20:00首播。中天娛樂台於2015年1月12日21:00播出，連吳盆師姊總是帶著笑容面對每一天，因為她相信只要永保樂觀，明天一定會是晴朗好天氣。

## 播出時間
以下時間以當地時間（台灣時間）為準

### 首播
| 片名     | 頻道       | 播放日期      | 播放時間                  |
| -------- | ---------- | ------------- | ------------------------- |
| 明日天晴 | 大愛電視台 | 2015年1月12日 | 20:00-20:49播出（無廣告） |
| 明日天晴 | 大愛海外台 | 2015年1月12日 | 20:00-21:00播出（含廣告） |
| 明日天晴 | 中天娛樂台 | 2015年1月12日 | 21:00-22:00播出（含廣告） |

### 重播
| 片名     | 頻道       | 播放日期      | 播放時間                  |
| -------- | ---------- | ------------- | ------------------------- |
| 明日天晴 | 大愛電視台 | 2015年1月12日 | 23:30-00:19播出（無廣告） |
| 明日天晴 | 大愛電視台 | 2015年1月12日 | 03:00-03:49播出（無廣告） |
| 明日天晴 | 大愛電視台 | 2015年1月12日 | 16:00-16:49播出（無廣告） |
| 明日天晴 | 大愛海外台 | 2015年1月12日 | 02:00-03:00播出（含廣告） |
| 明日天晴 | 大愛海外台 | 2015年1月12日 | 09:00-09:49播出（無廣告） |
| 明日天晴 | 大愛海外台 | 2015年1月12日 | 11:00-12:00播出（含廣告） |
| 明日天晴 | 中天娛樂台 | 2015年1月12日 | 11:00-12:00播出（含廣告） |

### 大愛會客室

#### 首播
| 片名       | 頻道       | 播放日期      | 播放時間        |
| ---------- | ---------- | ------------- | --------------- |
| 大愛會客室 | 大愛海外台 | 2015年1月18日 | 21:00-21:11播出 |
| 大愛會客室 | 大愛電視台 | 2015年1月18日 | 00:19-00:30播出 |
| 大愛會客室 | 大愛海外台 | 2015年1月18日 | 09:49-10:00播出 |

## 演員角色列表

### 主要角色
| 演員     | 角色   | 介紹 | 登場 |
| 高慧君   | 連吳盆 | 土生土長的雙溪人，出生後即被送到吳家當養女，從小天真、善良、愛讀書，處事圓融、善解人意。初中畢業後到農會上班，並與慶忠相識相戀結婚，婚後二人感情十分融洽，是很多雙溪人稱羨的恩愛夫妻。後在好友嬋妍介紹下進入雙溪國中上班，雖是忙碌的職業婦女，但卻樂於幫助學校學生及鄉里中貧苦的人，因緣下加入慈濟，成為慈濟人醫會雙溪義診的急先鋒。 |      |
| 江晨希   | 連吳盆 | 青少年吳盆，國小畢業後，吳盆因父親秋琳找不到工作，只得在卓妍理老師的介紹下，到派出所陳警官家中煮飯幫傭，認真負責工作的她，十分得到陳警官的稱許，後來她在卓老師鼓勵下考上雙溪初中，並發願要當一名老師。初中畢業後，吳盆出落得大方可愛，十分得人疼愛，但她卻因為要幫忙家裡的旅館生意而不得不放棄想當老師的心願。                       |      |
| 彭紫莛   | 連吳盆 | 童年吳盆，約11歲，出生後即被送到吳家當養女，但十分受到養父母的寵愛。天真、善良，善解人意，最愛的事就是讀書。但在養母往生，養父被日本政府徵調到南洋當軍伕後，與阿嬤二人在雙溪相依為命，日子雖然過得辛苦，但她卻不以為意，認為自己是全雙溪最好命的養女。後來在卓妍理老師幫忙下在學校一面讀書一面當工友完成小學學業。                   |      |
| 伊 正    | 連慶忠 | 連家次男，在雙溪鄉公所上班，斯文有禮，長相英俊，很愛乾淨，有責任心，但也有些傳統男人好面子的觀念。因常到農會辦理會計事務而認識吳盆，他寫信給吳盆表達愛意並展開追求，但吳盆父親卻反對二人婚事，歷經一番波折後二人終於結婚；婚後十分疼愛吳盆，是吳盆生命中最大的依靠。平日待人很和善，但對孩子們的管教卻十分嚴格，極注重生活禮節。     |      |
| 司馬三三 | 吳 好  | 吳盆阿嬤。傳統堅韌的女性，處事圓融，勤儉持家，面對苦，自有一套方式。在吳盆養母往生後，四處幫人洗衣賺錢，養育吳盆長大成人，吳盆一輩子都十分感念她。 |      |
| 林健寰   | 吳秋琳 | 吳盆養父，傳統日本時代大男人個性，雖心地很好，但不善於表達感情，做事也急躁，常容易和人起口角，十分疼愛養女吳盆。後被日本政府徵調到南洋當軍伕，所幸大難不死平安返回台灣，後在卓老師幫忙下經營旅館生意，並再娶張甘當吳盆的繼母。 |      |
| 劉曉憶   | 張 甘  | 吳盆繼母。精明能幹的女人，小有心機，心直口快，但心地是善良的。常與個性急躁的秋琳有口角，讓吳盆常忙於調解二人的爭執，但精明的她也著實把旅館生意打點的很好。 |      |
| 陳季霞   | 阿 換  | 慶忠母親。勤勞勤儉做事認真，一個人養大八個孩子的堅毅傳統女性。在慶忠與吳盆結婚後選擇與次子慶忠一起居住，十分照顧體諒媳婦吳盆，在吳盆到雙溪初中上班之後，幫忙帶大吳盆四個小孩。 |      |
| 楊麗音   | 阿 屘  | 吳盆最好的姊妹淘。是吳盆弟弟遠智餐廳的總舖師，個性開朗大方，笑聲爽朗，常帶給眾人歡笑。先生很早就往生，獨自把五個孩子帶大，與吳盆二人相知相惜，總是會在吳盆最需要幫忙的時候伸出援手，後來在吳盆做慈濟時全力相挺，是吳盆心裡最踏實的依靠。                                                                                             |      |

## 其他角色
| 演員   | 角色       | 介紹 | 登場            |
| 黃婕菲 | 連 爽      | 吳盆養母。逆來順受、吃苦耐勞的傳統女性。身體不好，但很能忍耐病痛。看起來很溫順，不會大聲講話，可是還是有很堅持的時候。 |                 |
| 林可唯 | 卓妍理     | 吳盆國小老師。知書達禮，很有氣質，很會鼓勵學校學生。對吳盆尤其看重和疼愛，在吳盆家計十分艱難之際，一再幫助鼓勵吳盆。在嫁給派出所陳警官後搬離雙溪，與吳盆常寫書信往來，可說是吳盆一輩子的貴人與好友，一直到高齡90歲時都還回雙溪探望吳盆。 |                 |
| 徐麗雯 | 卓妍理     | 少年的妍理 |                 |
| 周婷穎 | 鄭素玉     | 吳盆雙溪初中的同事。個性樂觀，有行動力，在吳盆人生遭遇挫折之際常鼓勵吳盆，也是吳盆在學校跳土風舞的最佳拍檔。 |                 |
| 官家宇 | 連世平     | 吳盆長子。連家的長子。個性沉穩、較安靜，從小話不多，但很怕嚴肅的父親。出社會後在公賣局雙溪配銷處上班，在父親慶忠往生後，全力幫吳盆撐持起連家。                                                                                           |                 |
| 張世賢 | 連世平     | 少年的世平 |                 |
| 陳昱丞 | 連世平     | 幼年的世平 |                 |
| 吳懷中 | 連世民     | 吳盆次子。連家的次子。個性活潑、好動，活力十足，愛講話，沒心眼，講話風趣，與大哥世平個性可說是南轅北轍。出社會後在台北的農會信用部上班，在父親慶忠往生後，全心陪伴母親吳盆度過傷痛。                                                     |                 |
| 范峻銘 | 連世民     | 少年的世民 |                 |
| 李富群 | 連世民     | 幼年的世民 |                 |
| 方佳琳 | 連素真     | 成年的素真，吳盆長女。連家的長女。連素妍的大姊。連世平、連世民的大妹。 |                 |
| 許翠雪 | 連素真     | 少年連素真 |                 |
| 王宣庭 | 連素真     | 童年連素真 |                 |
| 劉珈瑄 | 連素真     | 幼年的素真 |                 |
| 黃怡潔 | 連素妍     | 成年的素妍，吳盆次女。連家的么女。連世平、連世民、連素妍的小妹。 |                 |
| 廖姿晴 | 連素妍     | 少年的素妍 |                 |
| 王宣庭 | 連素妍     | 童年的素妍 |                 |
| 張以琳 | 張陳簡查某 | |                 |
| 陳建隆 | 陳愛民     | 成年的愛民 |                 |
| 陳泰中 | 陳愛民     | 少年的愛民 |                 |
| 邱明勳 | 李富貴     | |                 |
| 陳玉婷 | 秀 枝      | |                 |
| 林純如 | 罔 市      | |                 |
| 王含玉 | 阿 美      | |                 |
| 丁梅卿 | 阿 玉      | |                 |
| 程偉民 | 校 長      | |                 |
| 李沁凝 | 張嬋妍     | |                 |
| 邱子芯 | 張嬋妍     | 少年的嬋妍 |                 |
| 李虹秀 | 阿 霞      | |                 |
| 吳正中 | 張警官     | |                 |
| 胡 濤  | 陳 福      | |                 |
| 梁馨芳 | 李阿富     | 連盆的繼妹妹。張甘的女兒。 |                 |
| 鄭伃婷 | 李阿富     | 少年的阿富 |                 |
| 連子淳 | 李金城     | |                 |
| 石志泓 | 小 李      | |                 |
| 錢多安 | 阿 香      | |                 |
| 林景立 | 林主任     | |                 |
| 李慧娟 | 王月觀師姐 | | 第31～40集      |
| 林惠英 | 玉 梅      | |                 |
| 周大和 | 雜貨店老闆 | | 第3、5、7集     |
| 劉濟民 | 江正富主任 | |                 |
| 李全忠 | 老 蓁      | |                 |
| 吳正中 | 小 秦      | 成年的小蓁 |                 |
| 章睿品 | 小 秦      | 少年的小蓁 |                 |
| 張顧騰 | 小 秦      | 幼年的小蓁 |                 |
| 陳宣彣 | 大 摳      | |                 |
| 陳冠傑 | 阿 明      | |                 |
| 華 綺  | 阿 敏      | |                 |
| 李國禎 | 阿 霖      | |                 |
| 蔡岸龍 | 阿 雄      | |                 |
| 陳幼芬 | 阿珠嬸     | |                 |
| 王 秀  | 阿 蓮      | | 第23集          |
| 李姵婕 | 黃黎珠     | 世平的妻子 |                 |
| 高志宏 | 吳昇恆主任 | |                 |
| 張昌緬 | 簡碧雲師姐 | |                 |
| 翁國豪 | 簡朝忠師兄 | |                 |
| 張允漢 | 鄭文良師兄 | |                 |
| 林尚霖 | 吳祖超師兄 | |                 |
| 丁佳樂 | 秀娥師姐   | |                 |
| 娟娟傅 | 春梅師姊   | | 第32集          |
| 葉 恩  | 吳銘堯     | |                 |
| 黃怡璇 | 吳雨軒     | |                 |
| 呂俍慧 | 山羌姆     | |                 |
| 鬫水源 | 邱阿公     | |                 |
| 耿慧珠 | 邱阿嬤     | |                 |
| 林永旭 | 阿 發      | |                 |
| 幼 芬  | 阿珠嬸     | | 第25,31,33,35集 |
|        | 吳可名     | |                 |

## 大愛會客室名單
| 集數   | 日期          | 來賓                         |
| 第1集  | 2015年1月12日 | 臧蕙年、章可中、伊正、高慧君 |
| 第2集  | 2015年1月13日 | 司馬三三、彭紫莛             |
| 第3集  | 2015年1月14日 | 連吳盆、林健寰               |
| 第4集  | 2015年1月15日 | 彭紫莛、章可中               |
| 第5集  | 2015年1月16日 | 連吳盆、司馬三三             |
| 第6集  | 2015年1月17日 | 連吳盆                       |
| 第7集  | 2015年1月18日 | 連吳盆、司馬三三             |
| 第8集  | 2015年1月19日 | 連吳盆                       |
| 第9集  | 2015年1月20日 | 連吳盆、林健寰               |
| 第10集 | 2015年1月21日 | 伊正、高慧君                 |
| 第11集 | 2015年1月22日 | 連吳盆、伊正、高慧君         |
| 第12集 | 2015年1月23日 | 伊正、高慧君                 |
| 第13集 | 2015年1月24日 | 連吳盆、高慧君               |
| 第14集 | 2015年1月25日 | 連吳盆、伊正                 |
| 第15集 | 2015年1月26日 | 伊正、高慧君、章可中         |
| 第16集 | 2015年1月27日 | 連吳盆、高慧君               |
| 第17集 | 2015年1月28日 | 連吳盆、伊正、高慧君         |
| 第18集 | 2015年1月29日 | 陳季霞、高慧君               |
| 第19集 | 2015年1月30日 | 連吳盆、高慧君               |
| 第20集 | 2015年1月31日 | 劉濟民、連吳盆               |
| 第21集 | 2015年2月1日  | 連吳盆、伊正                 |
| 第22集 | 2015年2月2日  | 伊正、張世賢                 |
| 第23集 | 2015年2月3日  | 連吳盆、陳季霞               |
| 第24集 | 2015年2月4日  | 連吳盆、陳季霞、高慧君       |
| 第25集 | 2015年2月5日  | 連吳盆、陳季霞、高慧君       |
| 第26集 | 2015年2月6日  | 連吳盆、張世民               |
| 第27集 | 2015年2月7日  | 連吳盆、張世民               |
| 第28集 | 2015年2月8日  | 連吳盆、高慧君               |
| 第29集 | 2015年2月9日  | 連吳盆、陳季霞               |
| 第30集 | 2015年2月10日 | 劉濟民、連吳盆               |
| 第31集 | 2015年2月11日 | 連吳盆、簡碧雲、謝湘玲       |
| 第32集 | 2015年2月12日 | 連吳盆、連世平、連世民       |
| 第33集 | 2015年2月13日 | 連吳盆、連世平、簡朝宗       |
| 第34集 | 2015年2月14日 | 連吳盆、連世平、簡朝宗       |
| 第35集 | 2015年2月15日 | 連吳盆、簡碧雲               |
| 第36集 | 2015年2月16日 | 連吳盆、謝湘玲               |
| 第37集 | 2015年2月17日 | 連吳盆、連素真               |
| 第38集 | 2015年2月18日 | 連吳盆、連素真               |
| 第39集 | 2015年2月19日 | 連吳盆、簡碧雲、謝湘玲       |
| 第40集 | 2015年2月20日 | 連吳盆、連世平、簡朝宗       |

## 戲中歌曲
| 曲別   | 歌名         | 演唱者 | 作詞   | 作曲   | 編曲   | 製作人 | 合聲 |
| 片頭曲 | 明天是好天氣 | 關心   | 笑容   | 曹俊鴻 | 戴維雄 | 曹俊鴻 |      |
| 片尾曲 | 起步         | 錦雯   | 吳嘉祥 | 吳嘉祥 | 吳嘉祥 | 吳嘉祥 |      |

## 製作團隊
- 監製：臧蕙年
- 總策劃：關兆宏
- 製作人：張嘉柔 章可中
- 導演：章可中 王金貴
- 編審：王進達
- 製作行政：黃開誼 吳尹華
- 助理編審：
- 顧問：連吳盆
- 編劇：楊念純 譚智華 陳青妍
- 製作公司：大晴天影視

## 外部連結
- 大愛劇場官方Facebook （页面存档备份，存于）

| 大愛電視台 週一至週日 20:00-20:49         | 大愛電視台 週一至週日 20:00-20:49          | 大愛電視台 週一至週日 20:00-20:49 |
| ----------------------------------------- | ------------------------------------------ | --------------------------------- |
|                                           | 明日天晴 （2015年1月12日－2015年2月20日）  |                                   |
| 河畔卿卿 （2014年12月3日－2015年1月11日） | 大大與太太 （2015年2月21日－2015年4月1日） |                                   |

| 中天娛樂台 週一至週日 21:00-22:00         | 中天娛樂台 週一至週日 21:00-22:00          | 中天娛樂台 週一至週日 21:00-22:00 |
| ----------------------------------------- | ------------------------------------------ | --------------------------------- |
|                                           | 明日天晴 （2015年1月12日－2015年2月20日）  |                                   |
| 河畔卿卿 （2014年12月3日－2015年1月11日） | 大大與太太 （2015年2月21日－2015年4月1日） |                                   |

| 大愛電視台二台 大愛好戲成雙 周一至周日 18:00~19:30節目 | 大愛電視台二台 大愛好戲成雙 周一至周日 18:00~19:30節目 | 大愛電視台二台 大愛好戲成雙 周一至周日 18:00~19:30節目 |
| ------------------------------------------------------ | ------------------------------------------------------ | ------------------------------------------------------ |
|                                                        | 明日天晴 2017年3月1日－2017年3月20日                   |                                                        |
| 心和萬事興 2017年2月9日－2017年2月28日                 | 微笑面對 2017年3月21日－2017年4月9日                   |                                                        |